# Erin Moore
Erin Moore (Tiffin, 17 maggio 1982) è un'ex pallavolista e allenatrice di pallavolo statunitense.
Giocava nel ruolo di schiacciatrice ed è l'allenatrice della George Washington University.

## Carriera

### Pallavolista
La carriera di Erin Moore inizia nei tornei scolastici dell'Ohio, giocando per la Columbian HS di Tiffin. Concluse le scuole superiori, gioca per la University of Michigan nella NCAA Division I, diventando la prima pallavolista del programma inserita tra le All-America, entrando precisamente nella terza squadra nel suo ultimo anno.
Nella stagione 2004-05 firma il suo primo contratto professionistico, ingaggiata in Spagna dal Club Voleibol Benidorm, club impegnato in Superliga Femenina de Voleibol col quale gioca per due annate. Nella stagione 2007 approda a Porto Rico nella Liga de Voleibol Superior Femenino per difendere i colori delle Criollas de Caguas, restandovi due annate, raggiungendo in entrambe le finali scudetto e ricevendo qualche riconoscimento individuale.
Dopo aver giocato per le Pinkin de Corozal la prima parte del campionato 2009, approda alle Vaqueras de Bayamón, rimanendovi anche nelle tre annate successive: nel campionato 2012, dopo aver concluso la stagione regolare con la franchigia bayamonense, gioca un solo incontro dei quarti di finale con le Valencianas de Juncos, prima di approdare alle Indias de Mayagüez per le semifinali. Nella stagione 2013 fa ritorno alle Criollas de Caguas, con le quali conclude la sua carriera da giocatrice.

### Allenatrice
Nel 2011 entra nello staff della George Washington University, dove diventa assistente allenatrice, finché nel 2015 viene promossa prima allenatrice associata.

## Palmarès

### Premi individuali
- 2003 - All-America Third Team
- 2008 - Liga de Voleibol Superior Femenino: All-Star Team
- 2008 - Liga de Voleibol Superior Femenino: Offensive Team
- 2012 - Liga de Voleibol Superior Femenino: All-Star Team